# 内田統続
内田 統続（うちだ むねつぐ）は、安土桃山時代の武将。立花氏の家臣。伏見留守居家老や武者奉行を務めた。初めは戸次鑑連（立花道雪）から偏諱を受け連満（つらみつ/つれみつ）、のち大友義統から偏諱を受け統続と名乗った。

## 経歴
年代不詳ながら筑前立花山において鑑連(当時、道雪)より父・内田鎮家の本知65町及び家督相続の許可を受ける。同時に父の代の加増分は弟2名にそれぞれ分知される。天正14年10月28日(1586年)に大友義統より「統続」の名を遣わす書状を送られる。なお、当時の通称は忠三郎であった。
「人と為り磊落不羇戦陣功あり」と伝わる
天正15年（1587年）9月～12月肥後国人一揆討伐、天正16年（1588年）5月27日柳川城黒門の戦いに参戦した。
文禄、慶長の分限帳では1500石とされている。碧蹄館の戦いでは十時傳右衛門惟道と共に旗本大先手を勤め、鉄砲隊を率いても槍を提げて奮戦した。十時が戦死すると彼の遺言により、家老兼采配を預かり武者奉行となる。
文禄5年（1596年）年、伏見留守居家老となり忠右衛門を称するが、不始末があって馬飼料600石に減俸の上、蒲池村に蟄居を命じられ、ほどなくして元の石高に復する。
慶長5年（1600年）に11人母衣役の一人となって関ヶ原の戦いに出陣し、大津城大手の内で戦死する。人々其の壯烈を稱す。同年9月13日付けで宗茂より父に統続戦死に対する感状が発給された。なお、当時の通称は監物。
統続に嗣子がなく、宗茂が加藤清正の客分になって肥後国に下った際に宗茂に父と弟が同行せずに筑前国に浪居したこともあり、一時内田家は断絶。宗茂が柳川に再封されると弟・連久（つらひさ/つれひさ）が統続の名跡を相続し、150石で再興される。